# HTC Desire
HTC Desire是台灣宏達電推出的以Android為作業系統的智慧型手機。
此型號於2010年5月4日正式發佈，搭載新版HTC Sense服務與Android 2.1作業系統及高效能1GHz Snapdragon處理器，擁有3.7英吋AMOLED屏幕、WVGA畫面。此外，此型號最引人矚目的進階功能是支持Adobe Flash。

## 技術規格
此等規格引用宏達電網頁，但可能與正式發佈時有所不同。
外觀：                                                                                             
- 長：3.7英吋（119mm） 寬：2.36英吋（60mm） 厚：0.47英吋（11.9mm）
- 重量（含電池）：135克（4.76盎司）

屏幕：
- 類型：AMOLED 電容式觸控屏幕（2010年7月后采用SLCD屏幕），支持多點觸控功能。
- 尺寸：3.7英吋
- 分辨率：480 X 800 WVGA

處理器：
- CPU型號：高通 snapdragon QSD8250
- CPU頻率：1GHz（实际运行频率998.4MHz）

操作平台：
- Android™  2.2 （Froyo）with HTC Sense™（官方提供升級版本可至Android 2.3）

儲存空間：
- ROM: 512 MB
- RAM: 576 MB
- 擴展槽: microSD™ 儲存卡最高支持 32 GB

電池及電力(数据全部为官方Android 2.2测试结果)：
- 電池類型：充電式鋰電池
- 容量： 1400mAH
- 通話時間： 
  - WCDMA: 最長390 分鐘
  - GSM: 最長400 分鐘
- 待機時間：
  - WCDMA: 最長360 小時
  - GSM: 最高3400 小時

網絡：
- 歐洲: 
  - HSPA/WCDMA: 900/2100 MHz
  - GSM: 850/900/1800/1900 MHz
- 亞太地區:
  - HSPA/WCDMA: 900/2100 MHz
  - GSM: 850/900/1800/1900 MHz

相機：
- 500萬像素彩色相機
- 具備人臉識別功能
- 具備自動對焦及閃光燈
- 可拍攝寬銀幕相片(全景照片)
- 支持Geotagging

連線速度：
- 3G:
  - 下載速度最高 7.2 Mbps
  - 上傳速度最高 2 Mbps
- GPRS: 下載速度最高 114 kbps
- EDGE: 下載速度最高 560 kbps
- Wi-Fi®: IEEE 802.11 b/g

接口：
- 3.5 mm 立體聲耳筒插孔
- 標準 micro-USB(5-pin micro-USB 2.0)

感應裝置
- 重力感應器
- 電子羅盤
- 接觸感應器
- 光線感應器

藍牙
- Bluetooth® 2.1，含 EDR (Enhanced Data Rate)
- 無線立體聲耳機 A2DP
- 文檔傳輸 FTP 和 OPP (Object Push)
- 其他支持的設置：AVRCP、GAP、GOEP、HFP、HSP、PBAP、SPP、Service Discovery Application Profile

多媒體
- 照片應用程序，可查看相片及影片
- 音樂
- FM 收音機
- 支持的音頻格式:
  - 播放: .aac, .amr, .ogg, .m4a, .mid, .mp3, .wav, .wma
  - 錄音: .amr
- 支持的影片格式:
  - 播放: .3gp, .3g2, .mp4, .wmv
  - 錄影: .3gp

GPS
- 內置 GPS 天線
- Google 地圖
- HTC Footprints™

建議的Windows 系統需求
- Windows® 7, Windows Vista®, or Windows XP
- HTC Sync

HTC Sense 支持
- 拿起手機時自動降低鈴聲音量
- 將手機翻面朝下時靜音
- 自動將 SMS/MMS 信息、書籤和 Wi-Fi 密碼等特定資料及設置，備份到 microSD 卡

## 外部連結
- HTC Product Page（页面存档备份，存于）
- [永久]